# Dancing On My Own
Singles de Robyn
The Girl and the Robot
(2009) Hang with Me
(2010)
Dancing On My Own est une chanson de la chanteuse suédoise Robyn, extraite de son 5e album studio, Body Talk Pt. 1 (2010). La chanson a été écrite et produite par Robyn et Patrik Berger et s'inspire des hymnes disco d'Ultravox, Sylvester et Donna Summer. La chanson est le premier extrait de Body Talk Pt. 1 le 1er juin 2010.
Dancing On My Own est une ballade électro et dance-pop qui parle d'une protagoniste féminine qui danse seule dans un club tout en regardant son ex-amoureux avec une autre femme,.
En 2021, le magazine américain Rolling Stone classe la chanson en 20e position dans sa liste des « 500 plus grandes chansons de tous les temps ».

## Classements
| Classements (2010–15)                  | Meilleure position |
| -------------------------------------- | ------------------ |
| Allemagne (Media Control AG)           | 67                 |
| Belgique (Flandre Ultratop 50 Singles) | 25                 |
| Danemark (Tracklisten)                 | 2                  |
| Écosse (OCC)                           | 5                  |
| États-Unis (Bubbling Under Hot 100)    | 13                 |
| États-Unis (Dance Club Songs)          | 3                  |
| Irlande (IRMA)                         | 80                 |
| Norvège (VG-lista)                     | 6                  |
| Royaume-Uni (UK Dance Chart)           | 3                  |
| Royaume-Uni (UK Singles Chart)         | 8                  |
| Suède (Sverigetopplistan)              | 1                  |